# Tarenna hexamera
Tarenna hexamera är en måreväxtart som först beskrevs av Rudolf Schlechter och Kurt Krause, och fick sitt nu gällande namn av J. Jérémie. Tarenna hexamera ingår i släktet Tarenna och familjen måreväxter.
Artens utbredningsområde är Nya Kaledonien. Inga underarter finns listade i Catalogue of Life.